# Real Betis
A Real Betis Balompié spanyol labdarúgócsapat székhelye Sevilla.
A 2008–09-es évadban óriási meglepetésre kiesett a La Ligából, a másodosztályban a 2010–11-es szezonban első helyezést ért el, így a 2011–12-es idényben újra elsőosztályú lett a csapat.
2025-ben, története során először európai kupadöntőbe jutott (UEFA Konferencia-liga), ahol 4-1-re kikapott a Chelsea-től.

## Eredmények
- Spanyol bajnokság – La Liga

Bajnok (1): 1934–35
- Spanyol 2. bajnokság – Segunda División

Bajnok (7): 1931–32, 1941–42, 1957–58, 1970–71, 1973–74, 2010–11, 2014–15
- Spanyol kupa – Copa del Rey

Győztes (3): 1976–77, 2004–05, 2021-22
- Trofeo Ramón de Carranza

Győztes (5): 1964, 1999, 2000, 2001, 2007

## Játékoskeret
Utolsó módosítás: 2024. augusztus 30.
A vastaggal jelzett játékosok felnőtt válogatottsággal rendelkeznek.
A dőlttel jelzett játékosok kölcsönben szerepelnek a klubnál.
| Mezszám                | Név               | Nemzetiség          | Születési hely          | Születési idő (kor)            | Korábbi csapat           | Érték (€)  | Szerződés lejárta |
| Kapusok                | Kapusok           | Kapusok             | Kapusok                 | Kapusok                        | Kapusok                  | Kapusok    | Kapusok           |
| ---------------------- | ----------------- | ------------------- | ----------------------- | ------------------------------ | ------------------------ | ---------- | ----------------- |
| 1                      | Rui Silva         | POR                 | Maia                    | 1994. február 7. (31 éves)     | Granada CF               | 8 000 000  | 2026.06.30.       |
| 13                     | Adrián            | ESP                 | Sevilla                 | 1987. január 3. (38 éves)      | Liverpool FC             | 600 000    | 2026.06.30.       |
| 25                     | Fran Vieites      | ESP                 | Pontecesures            | 1999. május 7. (26 éves)       | Utánpótlásból került fel | 500 000    | 2026.06.30.       |
| Védők                  |                   |                     |                         |                                |                          |            |                   |
| 2                      | Héctor Bellerín   | SPA                 | Badalona                | 1995. március 19. (30 éves)    | Sporting CP              | 4 000 000  | 2028.06.30.       |
| 3                      | Diego Llorente    | SPA                 | Madrid                  | 1993. augusztus 16. (31 éves)  | AS Roma                  | 7 000 000  | 2028.06.30.       |
| 5                      | Marc Bartra       | SPA                 | Sant Jaume dels Domenys | 1991. január 15. (34 éves)     | Trabzonspor              | 1 000 000  | 2025.06.30.       |
| 6                      | Natan             | BRA                 | Serra                   | 2001. február 6. (24 éves)     | SSC Napoli               | 12 000 000 | 2025.06.30.       |
| 12                     | Ricardo Rodríguez | SUI · CHI           | Zürich                  | 1992. augusztus 25. (32 éves)  | ITA} Torino FC           | 3 500 000  | 2026.06.30.       |
| 15                     | Romain Perraud    | FRA                 | Toulouse                | 1997. szeptember 22. (27 éves) | OGC Nice                 | 5 000 000  | 2029.06.30.       |
| 23                     | Youssouf Sabaly   | SEN · FRA           | Chesny                  | 1993. március 5. (32 éves)     | FC Girondins de Bordeaux | 2 500 000  | 2026.06.30.       |
| 32                     | Nobel Mendy       | SEN · Bissau-Guinea | Guédiawaye              | 2004. szeptember 3. (20 éves)  | Utánpótlásból került fel | 1 000 000  | 2027.06.30        |
| Középpályások          |                   |                     |                         |                                |                          |            |                   |
| 4                      | Johnny Cardoso    | USA · ITA           | Denville                | 2001. szeptember 20. (23 éves) | SC Internacional         | 10 000 000 | 2029.06.30.       |
| 14                     | William Carvalho  | POR · ANG           | Luanda                  | 1992. április 7. (33 éves)     | Sporting CP              | 3 000 000  | 2026.06.30.       |
| 16                     | Sergi Altimira    | SPA                 | Cardedeu                | 2001. augusztus 25. (23 éves)  | Getafe CF                | 3 500 000  | 2028.06.30.       |
| 18                     | Pablo Fornals     | SPA                 | Castellón de la Plana   | 1996. február 22. (29 éves)    | West Ham United FC       | 17 000 000 | 2029.06.30.       |
| 19                     | Iker Losada       | SPA                 | Catoira                 | 2001. augusztus 1. (23 éves)   | Racing de Ferrol         | 1 800 000  | 2029.06.30.       |
| 20                     | Giovani Lo Celso  | ARG                 | Rosario                 | 1996. április 9. (29 éves)     | Villarreal CF            | 20 000 000 | 2028.06.30.       |
| 21                     | Marc Roca         | SPA                 | Vilafranca del Penedès  | 1996. november 26. (28 éves)   | Leeds United FC          | 9 000 000  | 2029.06.30.       |
| 22                     | Isco              | SPA                 | Benalmádena             | 1992. április 21. (33 éves)    | Sevilla FC               | 8 000 000  | 2027.06.30.       |
| Támadók                |                   |                     |                         |                                |                          |            |                   |
| 7                      | Juanmi            | SPA                 | Coín                    | 1993. május 20. (32 éves)      | Cádiz FC                 | 7 000 000  | 2027.06.30.       |
| 8                      | Vitor Roque       | BRA                 | Santa Cruz de Tenerife  | 2005. február 28. (20 éves)    | FC Barcelona             | 30 000 000 | 2025.06.30.       |
| 9                      | Chimy Ávila       | ARG · SPA           | Rosario                 | 1994. február 6. (31 éves)     | CA Osasuna               | 3 000 000  | 2027.06.30.       |
| 10                     | Abde Ezálzúlí     | MOR · SPA           | Beni Melal              | 2001. december 17. (23 éves)   | FC Barcelona             | 12 000 000 | 2029.06.30.       |
| 11                     | Cédric Bakambu    | COD · FRA           | Ivry-sur-Seine          | 1991. április 11. (34 éves)    | Galatasaray SK           | 2 500 000  | 2026.06.30.       |
| 24                     | Aitor Ruibal      | SPA                 | Sallent de Llobregat    | 1996. március 22. (29 éves)    | Utánpótlásból került fel | 3 500 000  | 2028.06.30.       |
| 38                     | Assane Diao       | SPA · SEN           | Ndongane                | 2005. szeptember 7. (19 éves)  | Utánpótlásból került fel | 12 000 000 | 2027.06.30.       |
| Kölcsönadott játékosok |                   |                     |                         |                                |                          |            |                   |
| Név                    | Poszt             | Nemzetiség          | Születési hely          | Születési idő (kor)            | Kölcsönben itt           | Érték (€)  | Kölcsön lejárta   |
| Álex Pérez             | védő              | SPA · MOZ           | Madrid                  | 2006. május 10. (19 éves)      | FC Internazionale Milano | 25 000     | 2025.06.30.       |
| Ricardo Visus          | védő              | SPA                 | Mérida                  | 2001. április 21. (24 éves)    | Almere City FC           | 450 000    | 2025.06.30.       |
| Borja Iglesias         | támadó            | SPA                 | Santiago de Compostela  | 1993. január 17. (32 éves)     | Celta de Vigo            | 5 000 000  | 2025.06.30.       |
| Álex Collado           | támadó            | SPA                 | Sabadell                | 1999. április 22. (26 éves)    | El-Holúd Club            | 2 300 000  | 2025.06.30.       |
| Yanis Senhadji         | támadó            | SPA · ARG           | Sant Feliu de Llobregat | 2005. január 5. (20 éves)      | CD Tenerife              | 300 000    | 2025.06.30.       |

## Ismertebb játékosok
A vastaggal jelzett játékosok felnőtt válogatottsággal rendelkeznek.
- Ryad Boudebouz
- Fuád Kadir
- Aissza Mandi
- Eduardo Anzarda
- Juan Pablo Caffa
- Gabriel Calderón
- Giovani Lo Celso
- Mariano Pavone
- Germán Pezzella
- Guido Rodríguez
- Sebastián Romero
- Helmut Senekowitsch
- Marcos Assunção
- Denílson
- Edú
- Iriney
- Paulão
- Petros
- Emerson Royal
- Sidnei
- Rafael Sóbis
- Ricardo Oliveira
- Achille Emana
- Claudio Bravo
- Mark González
- Lorenzo Reyes
- Cedrick Mabwati
- Marko Babić
- Nenad Bjelica
- Riza Durmisi
- Junior Firpo
- Benjamín
- Nabil Fekir
- David Odonkor
- Heiko Westermann
- Kuszmann János
- Ladinszky Attila
- Cristiano Piccini
- Inui Takasi
- Faruk Hadžibegić
- Robert Jarni
- Nagy Albert
- Vlada Stosic
- Risto Vidakovic
- Zouhair Feddal
- Andrés Guardado
- Diego Lainez
- Finidi George
- Nosa Igiebor
- Victor Ikpeba
- Celso Ayala
- Lobo Diarte
- Antonio Sanabria
- Roque Santa Cruz
- Wojciech Kowalczyk
- Damien Perquis
- William Carvalho
- Nélson
- António Oliveira
- Ricardo
- Iulian Filipescu
- Alfred N’Diaye
- Branko Ilič
- Adrián
- Arzu
- Beñat
- Sergio Canales
- Juanjo Cañas
- Capi
- Julio Cardeñosa
- Rubén Castro
- Dani Ceballos
- Ángel Cuéllar
- Fernando
- Javi García
- Sergio García
- Rafael Gordillo
- Joaquín
- Juanito
- Pau López
- José Mari
- Alfonso Muñoz
- Nono
- Toni Prats
- Roberto Ríos
- Fabián Ruiz
- Cristian Tello
- Xisco
- Torbjörn Jonsson
- Mehmet Aurélio
- Alejandro Lembo

## Ismertebb edzők
Quique Setién
| Spanyolország - Luis Aragonés - Domènec Balmanya - César - Javier Clemente - Luis del Sol - Llorenç Serra Ferrer - Javier Irureta - Juande Ramos | Argentína - Carlos Timoteo Griguol - Héctor Cúper Szlovákia - Fernando Daučík Chile - Mark González - Manuel Pellegrini Franciaország - Luis Fernández Magyarország - Szusza Ferenc | Írország - Patrick O'Connell Hollandia - Guus Hiddink Uruguay - Enrique Fernández |

## A klub elnökei
| - SEVILLE BALOMPIÉ - 1907-1909: Juan del Castillo Ochoa - 1909-1910: Alfonso del Castillo Ochoa - 1910-1911: José Gutiérrez Fernández - 1912: Juan del Castillo Ochoa - 1914: Herbert Richard Jones - BETIS FÚTBOL CLUB - 1909: Eladio García de la Borbolla - 1910-1911: Manuel Gutiérrez Fernández - 1913-1914: Miguel Folgado - 1914: Pedro Rodríguez de la Borbolla - REAL BETIS BALOMPIÉ - 1914-1915: Herbert Richard Jones - 1915-1917: Pedro Rodríguez de la Borbolla - 1917-1918: Roberto Vicente de Mata - 1918-1919: Eduardo Hernández Nalda - 1919-1920: Carlos Alarcón de la Lastra - 1920-1921: Jerónimo Pérez de Vargas - 1921-1922: Carlos Alarcón de la Lastra - 1922-1923: Gil Gómez Bajuelo - 1923-1925: Ramón Navarro Cáceres - 1925-1926: Antonio Polo Roma - 1926-1927: Ramón Cortecero - 1927-1928: Antonio de la Guardia - 1928-1929: Ignacio Sánchez Mejías | - - 1929-1930: Daniel Mezquita Moreno - 1930: Camilo Romero Sánchez - 1930-1931: Adolfo Cuellar Rodríguez - 1931-1933: Jose Ignacio Mantecón Novasal - 1933-1939: Antonio Moreno Sevillano - 1940-1942: Ramón Poll Carbonell - 1942-1943: Alfonso Alarcón de Lastra - 1943-1944: Francisco Cantalapiedra Fernández - 1944-1945: Eduardo Benjumena Vázquez - 1945-1946: Manuel Romero Puerto - 1946-1947: Filomeno de Aspe Martín - 1947-1950: Pascual Aparicio García - 1950-1952: Francisco de la Cerda Carmona - 1952-1955: Manuel Ruiz Rodríguez - 1955-1965: Benito Villamarín Prieto - 1965-1966: Avelino Villamarín Prieto - 1966-1967: Andrés Gaviño - 1967-1969: Julio de la Puerta - 1969: José León Gómez - 1969-1979: José Núñez Naranjo - 1979-1983: Juan Manuel Mauduit Caller - 1983-1989: Gerardo Martínez Retamero - 1989-1992: Hugo Galera Davidson - 1992-1996: José León Gómez - 1996-2006: Manuel Ruiz de Lopera - 2006-2010: José León Gómez | - - 2010-2011: Rafael Gordillo - 2011-2014: Miguel Guillén Vallejo - 2014: Manuel Domínguez Platas - 2014-2016: Juan Carlos Ollero Pina - 2016-: Ángel Haro |

## Külső hivatkozások
- (spanyolul) A Real Betis Balompié hivatalos oldala